# Ernest Jaspar

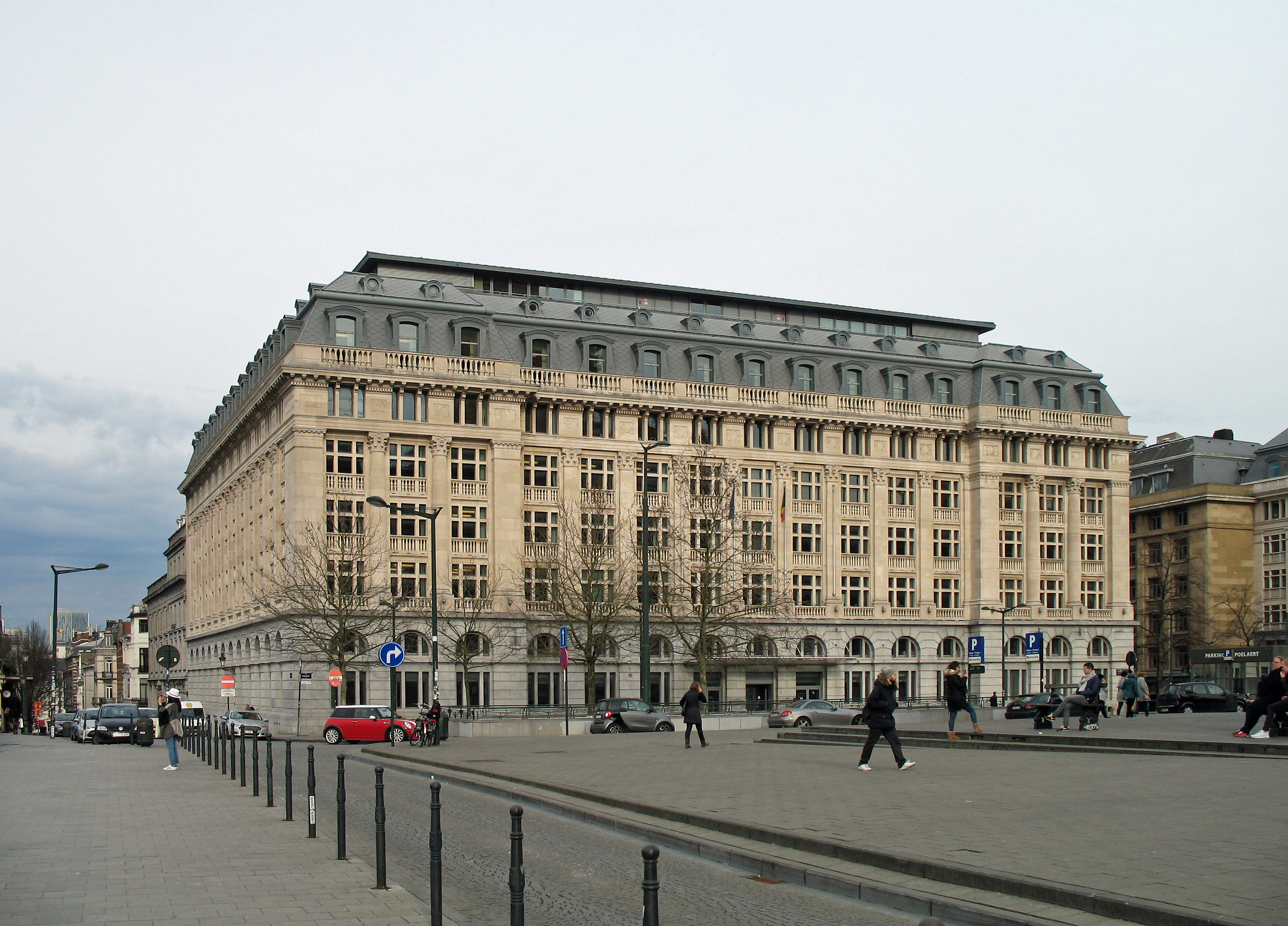
Een werk van Ernest Jaspar: het voormalige hotel La Régence, Poelaertplein 3, Brussel, thans Arbeidsrechtbank en Arbeidshof

Ernest Maximilien Jaspar (Schaarbeek, 5 januari 1876 - Brussel, 19 augustus 1940) was een Belgische architect met internationale reputatie.

## Familie
Ernest Jaspar was een zoon van de aannemer van openbare werken Pierre Jaspar en van Elisabeth Haeseleer. Hij trouwde met Marguerite Coopman (1878-1959), dochter van de Vlaamse dichter en publicist Theophiel Coopman. Ze kregen zes kinderen, onder wie de minister en diplomaat Marcel-Henri Jaspar. De broer van Ernest was Henri Jaspar, Belgisch eerste minister.
Ernest Jaspar verkreeg opname in de Belgische erfelijke adel, met de persoonlijke titel van baron, op 11 april 1940.

## Opdrachten
Na zijn studies werkte Jaspar zowel in Brussel als aan de kust, voor bevriende families. In Westende, op gronden die werden verkaveld door de familie Otlet, bouwde hij de villa Gabry voor zijn broer, Henri Jaspar. Verschillende zeedijkvilla's volgden. In 1909 ondertekende hij het definitieve urbanisatieplan voor Westende.
In 1904 had hij in de tennisclub van Westende de Brusselse aannemer Léon Rolin ontmoet, die hem uitnodigde om met hem te komen werken in Caïro, waar hij een groot aannemingsbedrijf tot ontwikkeling aan het brengen was. Zonder de banden met België, meer bepaald met Westende, helemaal door te knippen, ging Jaspar daarop in.
Tijdens zijn verblijf in Caïro, maakte Jaspar kennis met de Belgische ondernemer Édouard Empain, die hem onmiddellijk onder de arm nam en hem zijn ambities ontvouwde om, naast Caïro, een nieuwe stad te bouwen die hij het nieuwe Heliopolis noemde. Jaspar werd met de stedenbouwkundige aanleg belast, evenals met het ontwerpen van enkele grote gebouwen, onder meer van het Heliopolis Palace Hotel. Hij ontwikkelde hierbij een stijl, de Heliopolische stijl, die inspiratie zocht in de Egyptische architectuur, maar ook in Indische en Cambodjaanse voorbeelden. Empain maakte van hem een van zijn vennoten.
In 1916 keerde hij naar Europa terug. Eerst naar Parijs en begin 1919 naar Brussel. Heel Westende-Bad was met de grond gelijk gemaakt en Jaspar werd ingeschakeld voor de wederopbouw. In opdracht van de eigenaars deed hij opmetingen van de opgelopen schade. In 1923 kreeg hij de opdracht een nieuwe Westend Palace te ontwerpen. Hij gebruikte hierbij de ervaring die hij had opgedaan bij de bouw van Heliopolis Palace, voor het bouwen met voorgespannen beton.
In de jaren vijfentwintig - zevenentwintig trok hij, in opdracht van Edouard Empain naar Congo, om de mogelijkheid te bestuderen nieuwe steden te bouwen aan de oevers van het Kivumeer. Hij kwam met vele ideeën naar België terug, maar de dood van Empain betekende het definitieve opbergen van deze plannen.
Jaspar kreeg ook de opdracht om de universiteitsgebouwen van de universiteit van Haiderabad in Indië te bouwen. Van 1931 tot 1938 verbleef hij er elk jaar verschillende maanden om de voortgang van de werken te begeleiden.
De nieuwe straat tussen Westende-dorp en Westende-bad, ontworpen door Ernest Jaspar, kreeg in 1932 de naam Henri-Jasparlaan.

## Werken
Behalve de hierboven gemelde werken zijn onder meer nog te vermelden:
- 1900: huis, Edouard Ducpétiauxlaan 137, Brussel
- 1904: villa Shamrock, Westende
- 1905: huis, Abdijstraat 51, Brussel
- 1919: pastorie, Geluveldplaats 5, Geluveld
- 1920: Universitaire Stichting, Egmontstraat, Brussel
- 1924: Westend Palace, Westende
- 1924: villa Shamrock, Westende (heropbouw)
- 1924: villa Marie-Gaby voor Henri Jaspar op zeedijk Westende (heropbouw)
- 1924: villa Joséphine voor Hubert Lothaire op zeedijk Westende (heropbouw)
- 1924: villa Les Oyats voor François Vanden Eeckhoudt op zeedijk Westende (heropbouw)
- 1924: villa Les Coquilles voor Ernest Soenens op zeedijk Westende (heropbouw)
- 1928: Hotel La Régence, Poelaertplein 3, Brussel ‑ later Ministerie van Justitie, nu Arbeidsrechtbank en Arbeidshof